# Draft WNBA 2022
Il Draft WNBA 2022 fu il 26º draft tenuto dalla WNBA e si svolse l'11 aprile 2022 a New York.

## Primo giro
|   | Indica una giocatrice che è stata selezionata per almeno un All-Star Game |
| * | Indica la giocatrice che ha vinto il titolo di Rookie of the Year         |

| Scelta | Giocatrice      | Nazionalità | Squadra WNBA                                                  | College/Squadra di club |
| ------ | --------------- | ----------- | ------------------------------------------------------------- | ----------------------- |
| 1      | Rhyne Howard *  | Stati Uniti | Atlanta Dream (da Washington)                                 | Kentucky Wildcats       |
| 2      | NaLyssa Smith   | Stati Uniti | Indiana Fever                                                 | Baylor Bears            |
| 3      | Shakira Austin  | Stati Uniti | Washington Mystics (da Atlanta)                               | Ole Miss Rebels         |
| 4      | Emily Engstler  | Stati Uniti | Indiana Fever (da Los Angeles via Dallas)                     | Louisville Cardinals    |
| 5      | Nyara Sabally   | Germania    | New York Liberty                                              | Oregon Ducks            |
| 6      | Lexie Hull      | Stati Uniti | Indiana Fever (da Dallas)                                     | Stanford Cardinal       |
| 7      | Veronica Burton | Stati Uniti | Dallas Wings (da Chicago via Dallas e Indiana)                | Northwest. Wildcats     |
| 8      | Mya Hollingshed | Porto Rico  | Las Vegas Aces (da Minnesota via Phoenix, New York e Seattle) | Colorado Buffaloes      |
| 9      | Rae Burrell     | Stati Uniti | Los Angeles Sparks (da Seattle)                               | Tenn. L. Volunteers     |
| 10     | Queen Egbo      | Stati Uniti | Indiana Fever (da Minnesota)                                  | Baylor Bears            |
| 11     | Kierstan Bell   | Stati Uniti | Las Vegas Aces                                                | FGCU Eagles             |
| 12     | Nia Clouden     | Stati Uniti | Connecticut Sun                                               | MSU Spartans            |

## Secondo giro
| Scelta | Giocatrice          | Nazionalità | Squadra WNBA                               | College/Squadra di club |
| ------ | ------------------- | ----------- | ------------------------------------------ | ----------------------- |
| 13     | Khayla Pointer      | Stati Uniti | Las Vegas Aces (da Minnesota via Indiana)  | LSU Lady Tigers         |
| 14     | Christyn Williams   | Stati Uniti | Washington Mystics (da Atlanta)            | UConn Huskies           |
| 15     | Naz Hillmon         | Stati Uniti | Atlanta Dream (da Los Angeles)             | Michigan Wolver.        |
| 16     | Kianna Smith        | Stati Uniti | Los Angeles Sparks (da Washington)         | Louisville Cardinals    |
| 17     | Elissa Cunane       | Stati Uniti | Seattle Storm (da New York)                | NCSU Wolfpack           |
| 18     | Lorela Cubaj        | Italia      | Seattle Storm (da Dallas)                  | Georgia T. Yel. Jack.   |
| 19     | Olivia Nelson-Ododa | Stati Uniti | Los Angeles Sparks (da Chicago via Dallas) | UConn Huskies           |
| 20     | Destanni Henderson  | Stati Uniti | Indiana Fever (da Phoenix)                 | S.C. Gamecocks          |
| 21     | Evina Westbrook     | Stati Uniti | Seattle Storm                              | UConn Huskies           |
| 22     | Kayla Jones         | Stati Uniti | Minnesota Lynx                             | NCSU Wolfpack           |
| 23     | Aisha Sheppard      | Stati Uniti | Las Vegas Aces                             | Virginia Tech Hokies    |
| 24     | Jordan Lewis        | Stati Uniti | Connecticut Sun                            | Baylor Bears            |

## Terzo giro
| Scelta | Giocatrice                | Nazionalità | Squadra WNBA                   | College/Squadra di club |
| ------ | ------------------------- | ----------- | ------------------------------ | ----------------------- |
| 25     | Ameshya Williams-Holliday | Stati Uniti | Indiana Fever                  | J.S. Lady Tigers        |
| 26     | Maya Dodson               | Stati Uniti | Phoenix Mercury (da Atlanta)   | N. Dame F. Irish        |
| 27     | Amy Atwell                | Australia   | Los Angeles Sparks             | Hawaii R. Wahine        |
| 28     | Hannah Sjerven            | Stati Uniti | Minnesota Lynx (da Washington) | S.D. Coyotes            |
| 29     | Sika Koné                 | Mali        | New York Liberty               | Islas Canarias          |
| 30     | Jasmine Dickey            | Stati Uniti | Dallas Wings                   | Delaware F.B. Hens      |
| 31     | Jazz Bond                 | Stati Uniti | Dallas Wings (da Chicago)      | UNF Ospreys             |
| 32     | Macee Williams            | Stati Uniti | Phoenix Mercury                | IUPUI Jaguars           |
| 33     | Jade Melbourne            | Australia   | Seattle Storm                  | Canberra Capitals       |
| 34     | Ali Patberg               | Stati Uniti | Indiana Fever (da Minnesota)   | Indiana Hoosiers        |
| 35     | Faustine Aifuwa           | Stati Uniti | Las Vegas Aces                 | LSU Lady Tigers         |
| 36     | Kiara Smith               | Stati Uniti | Connecticut Sun                | Florida Gators          |